# Bolszoje Mitienino
Bolszoje Mitienino (ros. Большое Митенино) – wieś w Rosji, w rejonie szeksnińkim obwodu wołogodzkiego. W 2010 r. liczyła 29 mieszkańców.